# Moissac-Vallée-Française
Moissac-Vallée-Française település Franciaországban, Lozère megyében. Lakosainak száma 217 fő (2022. január 1.). Moissac-Vallée-Française Sainte-Croix-Vallée-Française, Saint-André-de-Valborgne, Saint-Étienne-Vallée-Française, Saumane, Peyrolles, Saint-Jean-du-Gard, L'Estréchure és Saint-Germain-de-Calberte községekkel határos.

## Népesség
A település népességének változása:
| Lakosok száma | 164  | 149  | 178  | 236  | 226  | 223  | 218  | 216  | 217  | 217  |
|               | 1968 | 1982 | 1990 | 2006 | 2013 | 2015 | 2017 | 2019 | 2020 | 2022 |